# Reebok
Reebok International Limited is een Amerikaans onderneming. De onderneming produceert en handelt in sportschoenen, sportkleding en andere sportartikelen. De naam komt van het Afrikaanse woord reebok, hetgeen de naam is voor een Afrikaanse antilope. Sinds augustus 2021 behoort het merk tot de Authentic Brands Group, en van 2005 tot 2021 van de Duitse groep Adidas.

## Geschiedenis
De geschiedenis van Reebok begon in het jaar 1895, toen John William Foster een firma stichtte in Bolton, Lancashire, Engeland. Belangrijkste wapenfeit van dit familiebedrijf was dat ze in 1900 de spikes bedachten. J.W. Foster & Sons mochten de sportschoenen maken die bij de Olympische Zomerspelen 1924 in Parijs werden gedragen.
In 1958 startten twee kleinkinderen van de oprichter van J.W. Foster and Sons een nieuw bedrijf, dat onder de naam Reebok bekend werd. In 1979 ontdekte Paul Fireman Reebok op een internationale handelstentoonstelling. Na het verkrijgen van de handelsrechten voerde hij nog in hetzelfde jaar drie type sportschoenen in de Verenigde Staten in. De schoen werd als duur merk in de markt gezet en was toen de duurste schoen op de Amerikaanse markt.
In 1984 kochten Paul Fireman en zijn bedrijf Reebok USA het oorspronkelijke in Engeland gevestigde bedrijf van Joseph William Foster.
Een jaar na de overname werd Reebok door de nieuwe koper Paul Fireman omgedoopt tot Reebok International Limited en werd het een Amerikaans bedrijf.
In 1985 is het bedrijf genoteerd aan de New York Stock Exchange (NYSE), onder de afkorting RBK. Na de overname door Adidas in 2006 werd de beursnotering beëindigd.
In de jaren tachtig werd Reebok bijzonder populair. Aan het einde van de jaren tachtig werd de schoen met het pompje ingevoerd. Met het pompje kon een luchtkamer aan de bovenkant van de schoen worden opgeblazen, zodat de schoen strak om de enkel sloot.
Reebok was de officiële schoenenleverancier voor de NFL, de NBA en de Major League Baseball en was een van de hoofdsponsors van tennisspeler Andy Roddick tot april 2005. Venus Williams wordt ook door Reebok gesponsord.
In januari 2006 kocht Adidas het concern Reebok International Ltd. voor € 3,1 miljard (US$ 3,8 miljard). Adidas wilde zo het marktaandeel in de Verenigde Staten vergroten en werd hiermee ook het grootste sportmerk, nog vóór Nike. In de acht jaar na de overname daalde de omzet van Reebok door het aflopen van partnerschappen met NFL en NBA. Verder was er een hevige concurrentiestrijd tussen Adidas en Nike. De helft van de Noord-Amerikaanse Reebok-winkels werd gesloten.
In 2016 werd Kasper Rørsted bestuurder van Adidas. Hij kwam met een herstelplan voor Reebok, bracht oude ontwerpen opnieuw in de markt en maakte de schoenen aantrekkelijker voor vrouwen waardoor de omzet weer begon te groeien. In 2019 realiseerde Reebok een omzet van € 1,75 miljard, maar door de coronapandemie daalde dit naar € 1,4 miljard in 2020. Een deel van de verkopen gaat via eigen winkels, per ultimo 2020 waren er 233 Reebok winkels. In februari 2021 maakte Adidas bekend Reebok te willen verkopen. In augustus van hetzelfde jaar werd bekend dat Authentic Brands Group het bedrijf gaat overnemen.
Reeboks Europese Distributiecentrum is te vinden op de Maasvlakte Rotterdam, vanwaar de Europese winkels worden bevoorraad.